# احمد توفیق (بازیکن فوتبال)
احمد توفیق (عربی: أحمد توفيق؛ زادهٔ ۱ اکتبر ۱۹۹۱) یک بازیکن فوتبال اهل مصر است.

## باشگاهی
از باشگاه‌هایی که در آن بازی کرده‌است می‌توان به باشگاه ورزشی زمالک اشاره کرد.

## تیم ملی
وی همچنین در تیم‌های ملی فوتبال زیر 20 سال مصر و بزرگسالان مصر بازی کرده است.